# 里甲
里甲，為14世紀創立之中國戶籍單位或行政區劃，後來轉為繇役組織或體制，明清時期使用。日本後來仿造此制度，亦在台灣實施。此制度視為保正制度之濫觴。
里至今仍為台灣最小之行政區劃，不過繇役功能已喪失，僅維持部分衛生、治安的功能。

## 簡介
14世紀中期，正值元末明初，中國因為戰亂，戶籍散失。1368年，中國明朝皇帝朱元璋命令地方長官及總兵收集元政府的戶口版籍，其後更編修黃冊及魚鱗圖冊。而此里甲制度，最大功能在於分配繇役及按丁納稅等。隨著明代賦役制度的變遷，因戶籍資料造假，虛報失真，該制度於明末漸趨末微。16世紀之明朝內閣首輔張居正則以一條鞭法取代。

## 規定
依照黃冊及魚鱗圖冊，此兩戶籍資料，將中國地域相鄰的110戶人家，編為一「里」，里轄十「甲」，一「甲」共十戶。一「里」中，有十個「里長戶」，以及分屬十個甲的「甲首戶」，共一百個。其每一戶里長直轄一甲。每一年，都由一個里長戶以及相應的十個甲首戶，去承担繇役。十年為之一輪繇役。